# Елисавета Багряна
Елисавета Багряна (псевдоним на Елисавета Любомирова Белчева, известна сред приятели като Лиза Багряна) е българска поетеса, авторка на детски книги и преводачка.
Смятана за една от най-големите български поетеси от XX век. Стиховете на Елисавета Багряна са преведени на над 20 езика.
Носителка е на редица национални и международни награди, включително и на званието „Герой на Народна република България“.

## Биография
Елисавета Багряна е родена на 29 април (16 април стар стил) 1893 г. в чиновническо семейство в София. В периода 1907 – 1908 г. живее със семейството си в Търново, където пише първите си стихове. Завършва гимназиалното си образование в София през 1910 г., след което в продължение на една година работи като учителка в село Афтане (днес Недялско). Там тя получава и своите преки впечатления от живота на българското село и селската жена.
През 1911 – 1915 г. Елисавета Багряна учи славянска филология в Софийския университет. През този период се запознава с писателите Георги Райчев, Константин Константинов, Димчо Дебелянов, Димитър Подвързачов, Христо Ясенов и Йордан Йовков. През 1915 г. в списание „Съвременна мисъл“ за пръв път са отпечатани две нейни стихотворения – „Вечерна песен“ и „Защо“. В периода 1915 – 1919 г. работи като гимназиална учителка във Враца и Кюстендил.
През 1921 г. се връща в София и се включва в литературния живот. Сътрудничи във „Вестник на жената“, в. „Лик“, в списанията „Съвременник“, „Златорог“ и други. Утвърждава се като поетеса с издаването на първата си книга „Вечната и святата“ (1927).
След преврата от 19 май 1934 г. постепенно става близка до двореца. Името ѝ се свързва с делото от 1942 г. срещу Никола Вапцаров, на което е призована като свидетелка.
В следващите години сътрудничи на в. „Литературен фронт“, на списанията „Изкуство“, „Септември“, „Пламък“ и др.
От 1952 г. е членка на редакционната колегия на списание „Септември“.

### Личен живот
През 1919 г. се омъжва за капитан Иван Шапкарев. От брака им се ражда син – Любомир. През 1925 г. се запознава с Боян Пенев – литературен историк и литературовед. Под негово влияние Багряна започва да пише със свободен стих и ритъм.
През 1924 г. двамата започват романтична връзка. По това време тя все още е омъжена за Шапкарев, а Пенев от своя страна бил женен за Дора Габе. Багряна напуска дома си и заживява в частна квартира, а през 1926 г. получава развод. Багряна и Пенев правят планове за съвместен живот, но месец преди бракоразводното му дело с Дора Габе (насрочено било за 15 юли 1927 г.), литературоведът неочаквано умира.
Багряна умира на 23 март 1991 г. в София, месец преди да навърши 98 години.

## Творчество
Дългият творчески път на Елисавета Багряна преминава през различни идейно-художествени търсения и очертава няколко нейни преображения. Това проличава ясно още при стихосбирките ѝ от 1930-те години „Звезда на моряка“ и „Сърце човешко“, в които някогашното жизнерадостно лирично опиянение, намерило израз в характерна широка и плавна мелодия на стиха, се заменя от жаждите и терзанията на интелектуалността, която започва да чупи класическите стихотворни размери. През 50-те години Багряна се увлича по характерната за този литературен период декларативна тезисност (стихосбирката „Пет звезди“), но след 1960-те години отново се връща към характерния си стил (стихосбирките „Контрапункти“, „Светлосенки“ и „На брега на времето“).
Стилът на Елисавета Багряна е съчетание между народнопесенната фолклорна лексика и модерно поетични средства – съчетание между традиция и модерност.
Публикува под псевдонимите Елизабета Б., Елисавета Бленова, Ничия Долче, Микаела и Багряна.
Стиховете на Елисавета Багряна са преведени на 30 езика и издадени във Франция, Чехословакия, Югославия, СССР, Румъния, Италия, Швеция, Полша и др.

### Стихосбирки
- Вечната и святата (1927)
- Търкулната годинка (1931)
- Звезда на моряка (1931)
- Сърце човешко (1936)
- Пет звезди (1953)
- От бряг до бряг (1963)
- Контрапункти (1972)
- Светлосенки (1977)
- На брега на времето (1983)

## Филмография
- „Елисавета Багряна“ (1973) (реж. Велко Йорданов) - документален филм за Елисавета Багряна

## Отличия
Тя е носителка на златен медал на Международната асоциация на поетите в Рим (1969).
Удостоена е със званието „Герой на Народна република България“ през 1983 г.
През 1943, 1944 и 1945 г. е предлагана от Стефан Младенов за Нобелова награда за литература.
През 1991 г. името на Елисавета Багряна е официално въведено в американската енциклопедия на трансконтиненталните писателки и поетеси Encyclopedia of Continental Women Writers заедно с други две българки – Ваня Петкова и Блага Димитрова.

## Памет
На Елисавета Багряна е наречена улица в квартал „Гео Милев“ в София (Карта).